# Copa del Rey juvenil de fútbol 2018
La Copa del Rey juvenil de fútbol 2018 fue la 68.ª edición del campeonato juvenil, disputada del 12 de mayo al 24 de junio de 2018. El campeón fue el Atlético de Madrid tras vencer por 3 a 1 al Real Madrid en la final.

## Equipos participantes
En este torneo participaron 16 equipos: los siete campeones y los respectivos subcampeones de cada grupo de la División de Honor Juvenil 2017-18, junto a los dos mejores terceros de entre los siete grupos. En esta temporada fueron los siguientes:
| - Athletic Club - Club Atlético de Madrid - Club Atlético Madrileño - Club Deportivo Tenerife - Fútbol Club Barcelona - Málaga Club de Fútbol - Real Betis Balompié - Real Club Deportivo de La Coruña | - Club Deportivo San Félix - Real Madrid Club de Fútbol - Real Sporting de Gijón - Real Sociedad de Fútbol - Rayo Vallecano de Madrid - Unión Deportiva Las Palmas - Valencia Club de Fútbol - Real Zaragoza |

## Resultados

### Cuadro final
|  | Octavos de final            | Octavos de final            | Octavos de final            |               |   | Cuartos de final        | Cuartos de final        | Cuartos de final        |  |  | Semifinales   | Semifinales   | Semifinales   |  |  | Final       | Final       | Final       |
|  | 12/13 de mayo-19/20 de mayo | 12/13 de mayo-19/20 de mayo | 12/13 de mayo-19/20 de mayo |               |   | 27 de mayo-2/3 de junio | 27 de mayo-2/3 de junio | 27 de mayo-2/3 de junio |  |  | 9-17 de junio | 9-17 de junio | 9-17 de junio |  |  | 24 de junio | 24 de junio | 24 de junio |
|  |                             |                             |                             |               |   |                         |                         |                         |  |  |               |               |               |  |  |             |             |             |
|  |                             |                             |                             |               |   |                         |                         |                         |  |  |               |               |               |  |  |             |             |             |
|  |                             |                             |                             |               |   |                         |                         |                         |  |  |               |               |               |  |  |             |             |             |
|  | Las Palmas                  | 1                           | 0                           |               |   |                         |                         |                         |  |  |               |               |               |  |  |             |             |             |
|  | Las Palmas                  | 1                           | 0                           |               |   |                         |                         |                         |  |  |               |               |               |  |  |             |             |             |
|  | At. de Madrid               | 2                           | 7                           |               |   |                         |                         |                         |  |  |               |               |               |  |  |             |             |             |
|  | At. de Madrid               | 2                           | 7                           | At. de Madrid | 0 | 3                       |                         |                         |  |  |               |               |               |  |  |             |             |             |
|  |                             |                             |                             |               | 0 | 3                       |                         |                         |  |  |               |               |               |  |  |             |             |             |
|  |                             | Barcelona                   | 0                           | 1             |   |                         |                         |                         |  |  |               |               |               |  |  |             |             |             |
|  | Barcelona                   | Barcelona                   | 0                           | 1             | 3 | 2                       |                         |                         |  |  |               |               |               |  |  |             |             |             |
|  | Barcelona                   |                             |                             |               | 3 | 2                       |                         |                         |  |  |               |               |               |  |  |             |             |             |
|  | Betis                       | 1                           | 0                           |               |   |                         |                         |                         |  |  |               |               |               |  |  |             |             |             |
|  | Betis                       | 1                           | 0                           | At. de Madrid | 3 | 1                       |                         |                         |  |  |               |               |               |  |  |             |             |             |
|  |                             |                             |                             |               | 3 | 1                       |                         |                         |  |  |               |               |               |  |  |             |             |             |
|  |                             | Athletic                    | 0                           | 1             |   |                         |                         |                         |  |  |               |               |               |  |  |             |             |             |
|  | Deportivo                   | Athletic                    | 0                           | 1             | 3 | 0                       |                         |                         |  |  |               |               |               |  |  |             |             |             |
|  | Deportivo                   |                             |                             |               | 3 | 0                       |                         |                         |  |  |               |               |               |  |  |             |             |             |
|  | Athletic                    | 4                           | 4                           |               |   |                         |                         |                         |  |  |               |               |               |  |  |             |             |             |
|  | Athletic                    | 4                           | 4                           | Athletic      | 2 | 0                       |                         |                         |  |  |               |               |               |  |  |             |             |             |
|  |                             |                             |                             |               | 2 | 0                       |                         |                         |  |  |               |               |               |  |  |             |             |             |
|  |                             | R. Vallecano                | 1                           | 0             |   |                         |                         |                         |  |  |               |               |               |  |  |             |             |             |
|  | Tenerife                    | R. Vallecano                | 1                           | 0             | 0 | 1                       |                         |                         |  |  |               |               |               |  |  |             |             |             |
|  | Tenerife                    |                             |                             |               | 0 | 1                       |                         |                         |  |  |               |               |               |  |  |             |             |             |
|  | R. Vallecano                | 1                           | 2                           |               |   |                         |                         |                         |  |  |               |               |               |  |  |             |             |             |
|  | R. Vallecano                | 1                           | 2                           | At. de Madrid | 3 |                         |                         |                         |  |  |               |               |               |  |  |             |             |             |
|  |                             |                             |                             |               | 3 |                         |                         |                         |  |  |               |               |               |  |  |             |             |             |
|  |                             | Real Madrid                 | 1                           |               |   |                         |                         |                         |  |  |               |               |               |  |  |             |             |             |
|  | Valencia                    | Real Madrid                 | 1                           | 2             | 2 |                         |                         |                         |  |  |               |               |               |  |  |             |             |             |
|  | Valencia                    |                             |                             |               | 2 |                         |                         |                         |  |  |               |               |               |  |  |             |             |             |
|  | Málaga                      | 0                           | 1                           |               |   |                         |                         |                         |  |  |               |               |               |  |  |             |             |             |
|  | Málaga                      | 0                           | 1                           | Valencia      | 1 | 3                       |                         |                         |  |  |               |               |               |  |  |             |             |             |
|  |                             |                             |                             |               | 1 | 3                       |                         |                         |  |  |               |               |               |  |  |             |             |             |
|  |                             | Real Madrid                 | 2                           | 3             |   |                         |                         |                         |  |  |               |               |               |  |  |             |             |             |
|  | R. Zaragoza                 | Real Madrid                 | 2                           | 3             | 1 | 1                       |                         |                         |  |  |               |               |               |  |  |             |             |             |
|  | R. Zaragoza                 |                             |                             |               | 1 | 1                       |                         |                         |  |  |               |               |               |  |  |             |             |             |
|  | Real Madrid                 | 2                           | 0                           |               |   |                         |                         |                         |  |  |               |               |               |  |  |             |             |             |
|  | Real Madrid                 | 2                           | 0                           | Real Madrid   | 6 | 1                       |                         |                         |  |  |               |               |               |  |  |             |             |             |
|  |                             |                             |                             |               | 6 | 1                       |                         |                         |  |  |               |               |               |  |  |             |             |             |
|  |                             | San Félix                   | 1                           | 4             |   |                         |                         |                         |  |  |               |               |               |  |  |             |             |             |
|  | Sporting                    | San Félix                   | 1                           | 4             | 3 | 0                       |                         |                         |  |  |               |               |               |  |  |             |             |             |
|  | Sporting                    |                             |                             |               | 3 | 0                       |                         |                         |  |  |               |               |               |  |  |             |             |             |
|  | R. Sociedad                 | 1                           | 4                           |               |   |                         |                         |                         |  |  |               |               |               |  |  |             |             |             |
|  | R. Sociedad                 | 1                           | 4                           | R. Sociedad   | 1 | 4                       |                         |                         |  |  |               |               |               |  |  |             |             |             |
|  |                             |                             |                             |               | 1 | 4                       |                         |                         |  |  |               |               |               |  |  |             |             |             |
|  |                             | San Félix                   | 2                           | 5             |   |                         |                         |                         |  |  |               |               |               |  |  |             |             |             |
|  | At. Madrileño               | San Félix                   | 2                           | 5             | 1 | 1                       |                         |                         |  |  |               |               |               |  |  |             |             |             |
|  | At. Madrileño               |                             |                             |               | 1 | 1                       |                         |                         |  |  |               |               |               |  |  |             |             |             |
|  | San Félix                   | 1                           | 3                           |               |   |                         |                         |                         |  |  |               |               |               |  |  |             |             |             |

- En cada llave, el equipo ubicado en la primera línea es el que ejerce de local en el partido de ida.

### Octavos de final

#### Atlético Madrileño - C. D. San Félix
| Ida; 12 de mayo de 2018, 13:00 | Atlético Madrileño | 1:1 (1:1) | C. D. San Félix | Miniestadio Cerro del Espino, Majadahonda |  |
|                                | Castillo 25'       | Reporte   | Álvaro 38'      |                                           |  |

| Vuelta; 20 de mayo de 2018, 16:00 | C. D. San Félix                    | 3:1 (0:0) | Atlético Madrileño | Estadio Municipal Roma Luz, Málaga |  |
|                                   | Vicario 87' 90+4' · Castillo 90+7' | Reporte   | Mollejo 68'        |                                    |  |

#### U. D. Las Palmas - Atlético de Madrid
| Ida; 12 de mayo de 2018, 13:00 | U. D. Las Palmas | 1:2 (1:1) | Atlético Madrid                  | Anexo de Gran Canaria, Las Palmas |                                   |
|                                | Gabri 7'         | Reporte   | Agüero 38' · Salido 90+3' (pen.) | Árbitro(s): Alexis Pulido Santana | Árbitro(s): Alexis Pulido Santana |

| Vuelta; 19 de mayo de 2018, 12:00 | Atlético Madrid                                                               | 7:0 (0:0) | U. D. Las Palmas | Miniestadio Cerro del Espino, Majadahonda |                                     |
|                                   | Joaquín 46' · Agüero 51' · Giovanni 59' 72' (pen.) · Borja 64' · Andy 84' 85' | Reporte   |                  | Árbitro(s): Roberto Carralero Calvo       | Árbitro(s): Roberto Carralero Calvo |

#### Deportivo La Coruña - Athletic Club
| Ida; 13 de mayo de 2018, 12:00 | Deportivo La Coruña               | 3:4 (1:4) | Athletic Club                                  | El Mundo del Fútbol, Abegondo |             |
|                                | Boedo 23' · Sandá 55' · Pedro 61' | Reporte   | Azcona 1' 6' · Vencedor 13' · Urain 29' (pen.) | Árbitro(s):                   | Árbitro(s): |

| Vuelta; 19 de mayo de 2018, 17:00 | Athletic Club                                                | 4:0 (1:0) | Deportivo La Coruña | Instalaciones de Lezama, Lezama |             |
|                                   | Urain 25' · Mendibelzua 51' · Estrada 55' · Ohian Sancet 68' | Reporte   |                     | Árbitro(s):                     | Árbitro(s): |

#### U. D. Las Palmas - Getafe C. F.
| Ida; 17 de mayo de 2015, 11:00 | U. D. Las Palmas | 1:0 (1:0) | Getafe C. F. | Anexo de Gran Canaria, Las Palmas |                              |
|                                | Juanma 42'       |           |              | Árbitro(s): González Francés      | Árbitro(s): González Francés |

| Vuelta; 24 de mayo de 2015, 12:00 | Getafe C. F. | 1:0 (1:0) (t. s.)(4:5 p.) | U. D. Las Palmas | Coliseum Alfonso Pérez, Getafe |                           |
|                                   | Miranda 18'  |                           |                  | Árbitro(s): López Puertas      | Árbitro(s): López Puertas |

#### Málaga C. F. - C. F. Damm
| Ida; 17 de mayo de 2015, 12:00 | Málaga C. F.                  | 2:2 (0:1) | C. F. Damm             | Federación Malagueña, Málaga |                          |
|                                | Alfred 26' · Arnau 62' (pen.) |           | Mérida 67' · Muñoz 86' | Árbitro(s): Bolea Huerto     | Árbitro(s): Bolea Huerto |

| Vuelta; 24 de mayo de 2015, 12:00 | C. F. Damm                         | 3:1 (1:0) | Málaga C. F. | Instalaciones de Horta, Horta |                              |
|                                   | Doncel 24' · Gonzalo 84' · Max 89' |           | Erik 57'     | Árbitro(s): Sánchez Aparicio  | Árbitro(s): Sánchez Aparicio |

#### Deportivo La Coruña - Real Sociedad
| Ida; 17 de mayo de 2015, 12:00 | Deportivo La Coruña   | 2:1 (2:0) | Real Sociedad | Ciudad Deportiva de Abegondo, Abegondo |                              |
|                                | Pancho 10' · Rama 39' |           | Sáenz 57'     | Árbitro(s): Rodríguez Campos           | Árbitro(s): Rodríguez Campos |

| Vuelta; 24 de mayo de 2015, 12:00 | Real Sociedad                                               | 5:2 (2:2) | Deportivo La Coruña   | Instalaciones de Zubieta, Zubieta |                                 |
|                                   | Torre 25' · Calvillo 35', 53' · Oyarzabal 55' · Sáenz 90+2' |           | Óscar 33', 40' (pen.) | Árbitro(s): Azpilicueta Saldias   | Árbitro(s): Azpilicueta Saldias |

#### C. D. Tenerife - Rayo Vallecano
| Ida; 13 de mayo de 2018, 13:00 | C. D. Tenerife | 0:1 (0:1) | Rayo Vallecano | Ciudad Deportiva de Geneto, San Cristóbal                         |                                                                   |
|                                |                | Reporte   | Martín 27'     | Asistencia: 200 espectadores Árbitro(s): Daniel Clemente Manrique | Asistencia: 200 espectadores Árbitro(s): Daniel Clemente Manrique |

| Vuelta; 19 de mayo de 2018, 13:00 | Rayo Vallecano               | 2:1 (0:1) | C. D. Tenerife | Ciudad Deportiva Rayo Vallecano, Madrid |                                    |
|                                   | Alberto 65' · Javi Rubio 90' | Reporte   | Alexis 43'     | Árbitro(s): Aarón Vázquez González      | Árbitro(s): Aarón Vázquez González |

#### Athletic Club - R. C. Celta de Vigo
| Ida; 17 de mayo de 2015, 11:30 | Athletic Club | 0:4 (0:4) | R. C. Celta de Vigo                          | Instalaciones de Lezama, Lezama |             |
|                                |               |           | Adrián 30' · Baldizón 32' · Delgado 41', 44' | Árbitro(s):                     | Árbitro(s): |

| Vuelta; 24 de mayo de 2015, 12:00 | R. C. Celta de Vigo | 2:0 (1:0) | Athletic Club | Instalaciones A Madroa, Vigo |  |
|                                   |                     |           |               | Árbitro(s):                  |  |

### Cuartos de final

#### Athletic Cllub - Rayo Vallecano
| Ida; 27 de mayo de 2018, 11:30 | Athletic Cllub            | 2:1 (1:0) | Rayo Vallecano    | Instalaciones de Lezama, Lezama |                              |
|                                | Mendibelzua 6' · Cabo 76' | Reporte   | Álvaro García 65' | Árbitro(s): Guijarro Mercado    | Árbitro(s): Guijarro Mercado |

| Vuelta; 2 de junio de 2018, 12:00 | Rayo Vallecano | 0:0 (0:0) | Athletic Cllub | Ciudad Deportiva Rayo Vallecano, Madrid                |                                                        |
|                                   |                | Reporte   |                | Asistencia: 300 espectadores Árbitro(s): Montes Garcáa | Asistencia: 300 espectadores Árbitro(s): Montes Garcáa |

#### Real Sociedad - C. D. San Félix
| Ida; 27 de mayo de 2018, 12:00 | Real Sociedad  | 1:2 (1:1) | C. D. San Félix                 | Instalaciones de Zubieta, San Sebastián |  |
|                                | Eizaguirre 19' | Reporte   | Castillo 13' · Ismael Casas 52' |                                         |  |

| Vuelta; 3 de junio de 2018, 12:00 | C. D. San Félix                                                       | 5:4 (2:3) | Real Sociedad                                       | Estadio Municipal Roma Luz, Málaga |  |
|                                   | Mike 20'} 82'} · Cristóbal 44' · Vicario 90+2' (pen.) · Ordónez 90+5' | Reporte   | Recio 2' · Eizaguirre 29' 49' · Roberto López 45+2' |                                    |  |

#### Real Madrid C. F. - Valencia C. F.
| Ida; 27 de mayo de 2018, 12:30 | Valencia C. F. | 1:2 (1:1) | Real Madrid C. F.     | Ciudad Deportiva de Paterna, Paterna |  |
|                                | Hugo 18'       | Reporte   | Cesar 13' · Diego 88' |                                      |  |

| Vuelta; 2 de junio de 2018, 20:00 | Real Madrid C. F.                          | 3:3 (1:1) | Valencia C. F.                         | Ciudad Real Madrid, Madrid |  |
|                                   | De la Fuente 27' · Zabarte 89' · Diego 95' | Reporte   | De la Fuente 1' (a.g.) · Iñaki 55' 68' |                            |  |

#### Atlético de Madrid - F. C. Barcelona
| Ida; 27 de mayo de 2018, 19:00 | Atlético Madrid | 0:0 (0:0) | F. C. Barcelona | Miniestadio Cerro del Espino, Majadahonda |  |
|                                |                 | Reporte   |                 |                                           |  |

| Vuelta; 3 de junio de 2018, 19:00 | F. C. Barcelona | 1:3 (0:0) | Atlético Madrid            | Miniestadi, Barcelona         |                               |
|                                   | Nils 59'        | Reporte   | Joaquín 74' 79' · Roro 81' | Árbitro(s): Pere Barceló Roca | Árbitro(s): Pere Barceló Roca |

### Semifinales

#### Atlético de Madrid - Athletic Club
| Ida; 9 de junio de 2018, 12:00 | Atlético Madrid                          | 3:0 (2:0) | Athletic Club | Miniestadio Cerro del Espino, Majadahonda |                                   |
|                                | Joaquín 31' · Borja 37' · Giovanni 90+3' | Reporte   | }             | Árbitro(s): Fernando Bueno Prieto         | Árbitro(s): Fernando Bueno Prieto |

| Vuelta; 17 de junio de 2018, 12:00 | Athletic Club     | 1:1 (0:0) | Atlético Madrid | Instalaciones de Lezama, Lezama        |                                        |
|                                    | Sancet 50' (pen.) | Reporte   | Joaquín 83'     | Árbitro(s): Jon Ander González Esteban | Árbitro(s): Jon Ander González Esteban |

#### Real Madrid C. F. - C. D. San Félix
| Ida; 9 de junio de 2018, 18:30 | Real Madrid C. F.                                       | 6:1 (3:0) | C. D. San Félix | Ciudad Real Madrid, Madrid |  |
|                                | More 1' 69' · Pedro 23' 31' · Zabarte 67' · Alberto 86' | Reporte   | Alamo 50'       |                            |  |

| Vuelta; 17 de junio de 2018, 12:00 | C. D. San Félix                          | 4:1 (4:0) | Real Madrid C. F. | Estadio Municipal Roma Luz, Málaga |  |
|                                    | Ismael 26' 40' · Vicario 30' · César 33' | Reporte   | Pedro 74'         |                                    |  |

### Final
| 1          | POR        | Mohamed Airam        |     |
| 2          | DEF        | Sergio López         |     |
| 3          | DEF        | Gorka Zabarte        |     |
| 4          | DEF        | Adrián de la Fuente  |     |
| 5          | DEF        | Víctor Chust         | 62' |
| 6          | MED        | Martín Manuel        |     |
| 7          | MED        | Alberto Fernández    |     |
| 8          | MED        | Adrián Moreno        |     |
| 10         | MED        | Miguel Baeza         |     |
| 11         | DEL        | Miguel Gutiérrez     | 46' |
| 9          | DEL        | Pedro Ruiz           | 77' |
| Entrenador | Entrenador | Josë María Gutiérrez |     |

| 1          | POR        | Alejandro Dos Santos |     |
| 2          | DEF        | Ricard Sánchez       |     |
| 3          | DEF        | Fernando Medrano     |     |
| 4          | DEF        | Aitor Puñal          |     |
| 5          | DEF        | Javier Montero       |     |
| 6          | MED        | Mikel Carro          |     |
| 7          | MED        | Juan Agüero          | 68' |
| 8          | MED        | Andy Escudero        |     |
| 10         | MED        | Óscar Clemente       | 78' |
| 9          | DEL        | Giovanni Navarro     | 84' |
| 11         | DEL        | Joaquín Muñoz        |     |
| Entrenador | Entrenador | Manuel Cano          |     |

| 16 | MED | Mohamed Aiman   | 46' |
| 12 | MED | Antonio Blanco  | 62' |
| 16 | DEL | Diego Hernández | 77' |

| 14 | MED | Rodrigo Riquelme | 68' |
| 15 | MED | Óscar Castro     | 78' |
| 12 | DEL | Alberto Salido   | 84' |

| Anotado | 14' | Pedro Ruiz | 1-0 |

| Anotado          | 22' | Óscar Clemente   | 1-1 |
| Anotado · dpenal | 47' | Giovanni Navarro | 1-2 |
| Anotado          | 94' | Andy Escudero    | 1-3 |

| Amonestado | 29' | Victor Chust        |
| Amonestado | 38' | Adrián de la Fuente |

| Amonestado | 74' | Oscar Clemente |
| Amonestado | 74' | Andy Escudero  |

| Árbitro             | Antonio Alberola |
| Árbitros asistentes | Yunas Douhal     |
| Árbitros asistentes | Miguel López     |
| Cuarto árbitro      | Israel Fernández |

| 1          | POR        | Mohamed Airam        |     |
| 2          | DEF        | Sergio López         |     |
| 3          | DEF        | Gorka Zabarte        |     |
| 4          | DEF        | Adrián de la Fuente  |     |
| 5          | DEF        | Víctor Chust         | 62' |
| 6          | MED        | Martín Manuel        |     |
| 7          | MED        | Alberto Fernández    |     |
| 8          | MED        | Adrián Moreno        |     |
| 10         | MED        | Miguel Baeza         |     |
| 11         | DEL        | Miguel Gutiérrez     | 46' |
| 9          | DEL        | Pedro Ruiz           | 77' |
| Entrenador | Entrenador | Josë María Gutiérrez |     |

| 1          | POR        | Alejandro Dos Santos |     |
| 2          | DEF        | Ricard Sánchez       |     |
| 3          | DEF        | Fernando Medrano     |     |
| 4          | DEF        | Aitor Puñal          |     |
| 5          | DEF        | Javier Montero       |     |
| 6          | MED        | Mikel Carro          |     |
| 7          | MED        | Juan Agüero          | 68' |
| 8          | MED        | Andy Escudero        |     |
| 10         | MED        | Óscar Clemente       | 78' |
| 9          | DEL        | Giovanni Navarro     | 84' |
| 11         | DEL        | Joaquín Muñoz        |     |
| Entrenador | Entrenador | Manuel Cano          |     |

| 16 | MED | Mohamed Aiman   | 46' |
| 12 | MED | Antonio Blanco  | 62' |
| 16 | DEL | Diego Hernández | 77' |

| 14 | MED | Rodrigo Riquelme | 68' |
| 15 | MED | Óscar Castro     | 78' |
| 12 | DEL | Alberto Salido   | 84' |

| Anotado | 14' | Pedro Ruiz | 1-0 |

| Anotado          | 22' | Óscar Clemente   | 1-1 |
| Anotado · dpenal | 47' | Giovanni Navarro | 1-2 |
| Anotado          | 94' | Andy Escudero    | 1-3 |

| Amonestado | 29' | Victor Chust        |
| Amonestado | 38' | Adrián de la Fuente |

| Amonestado | 74' | Oscar Clemente |
| Amonestado | 74' | Andy Escudero  |

| Árbitro             | Antonio Alberola |
| Árbitros asistentes | Yunas Douhal     |
| Árbitros asistentes | Miguel López     |
| Cuarto árbitro      | Israel Fernández |

|                 |
| Campeón         |
| Atlético Madrid |
| 5.º título      |